# Antonio Maria Lisboa
Antonio Maria Lisboa (* 1. August 1928 in Lissabon, Portugal; † 11. September 1953 ebenda) war ein portugiesischer Dichter. Er war neben Mário Cesariny einer der Begründer des poetischen und literarischen Surrealismus in Portugal.

## Leben
Antonio Maria Lisboa wurde in Lissabon geboren und nahm auf Wunsch seines Vaters eine technische Ausbildung auf, die er aber hasste, da ihm Technik nicht lag. 1949 und 1951 hielt er sich in Paris auf- für je zwei Monate- wo er mit dem Hinduismus, Okkultismus und Esoterik vertraut wurde. Zusammen mit seinem Freund Mario Cesariny und anderen begründete er ab 1947 diverse surrealistische Treffen, Clubs, Zirkel und Veranstaltungen in Portugal und gilt daher als einer der Mitbegründer des literarischen Surrealismus in Portugal.
Die Surrealisten in Portugal verstanden sich immer als Dissidenten, auch innerhalb der Literaturszene.
Der Dichter starb jung an den Folgen einer Tuberkuloseerkrankung. Spätere surrealistische Dichter wie Alexandre O’Neill wurden von Lisboa geprägt. In Amadora ist eine Straße nach dem Dichter benannt.

## Werk
- Erro Proprio, 1950, Lyrik.
- Ossoptico, 1952, Lyrik.
- Isso outrem unico, 1953, Lyrik.
- Afixicao Proibida (zusammen mit Mario Cesariny), 1953, Lyrik.
- A verticalidade e a chave, 1956, Lyrik.
- Exercicio sobre o sono e a Virgillia de Alfred Jarry sequido de o senhor cagado e o menino (1958), Lyrik.
- Poesia de Antonio Maria Lisboa (Gesamtwerk, herausgegeben von Mario Cesariny), 1977, Lyrik.